# Борн-ауф-дем-Дарс
Борн-ауф-дем-Дарс (нім. Born auf dem Darß) — громада в Німеччині, розташована в землі Мекленбург-Передня Померанія. Входить до складу району Передня Померанія-Рюген. Складова частина об'єднання громад Дарс/Фішланд.
Площа — 62,50 км2. Населення становить 1169 ос. (станом на 31 грудня 2020).

## Галерея

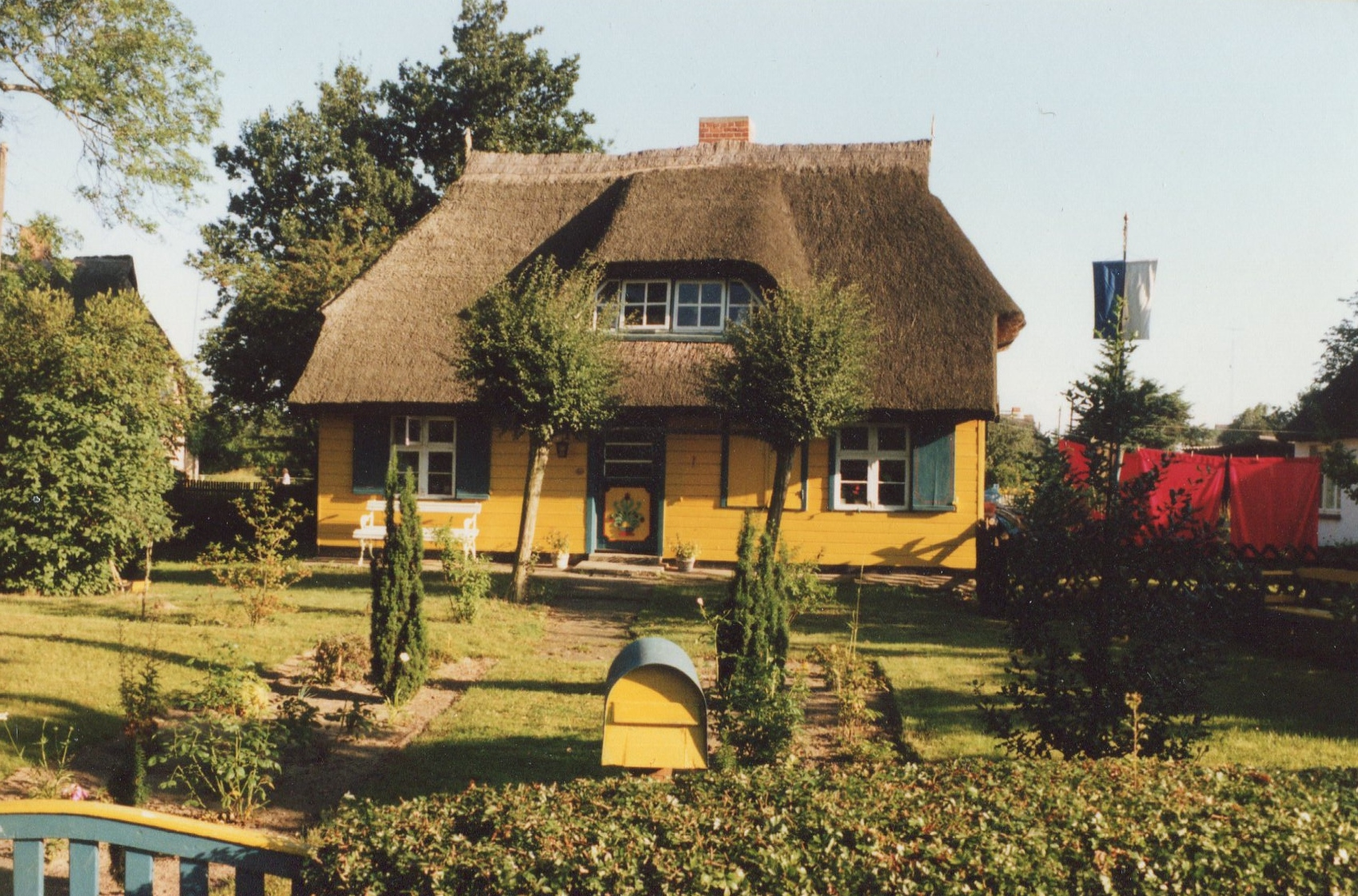